# Just D:s Gyldene
Just D:s Gyldene är en samlingsskiva av den svenska rapgruppen Just D. Den gavs ut lagom till julhandeln hösten 1995  och innehåller den nya låten Jag sköt sheriffen, en översättning av Bob Marleys I Shot the Sheriff.
Skivan finns i två versioner: En ovanligare med albumversionen av Tre Gringos och en senare med Thorleifs-versionen.

## Låtlista
1. Relalalaxa
2. Vart tog den söta lilla flickan vägen?
3. 87-87
4. Hur e d möjligt?
5. Grannar
6. N&N
7. Låt d goda rulla
8. Hubbabubba
9. Mammas tema
10. Vill ha allt
11. Billiga brudar
12. Saker som får n att "Ahh..."
13. Tre gringos
14. Jag sköt sheriffen
15. Ung & hellig
16. Rökringar
17. Juligen

## Listplaceringar
| Lista (1995-1997) | Topplacering |
| ----------------- | ------------ |
| Sverige           | 5            |

Albumet låg 28 veckor på den svenska albumlistan, från vecka 46 1995 till vecka 13 1997. Den har belönats med 1 guldskiva.

### Fotnoter
1. ↑  Information i Svensk mediedatabas.
2. ↑  Crafoord, Wille. ”Just D - Just D's Gyldene”. http://willecrafoord.se/gyldene.htm. Läst 16 januari 2011.
3. ↑  Placeringar på den svenska albumlistan
4. ↑  ”Sverigetopplistan sökord gyldene”. Sverigetopplistan. http://www.hitlistan.se. Läst 16 januari 2011.